# اورولیو (کالیفرنیا)
اورولیو (به انگلیسی: Oroleve) یک منطقهٔ مسکونی در ایالات متحده آمریکا است که در شهرستان بیوت، کالیفرنیا واقع شده‌است. اورولیو ۱٬۰۱۷ متر بالاتر از سطح دریا واقع شده‌است.